# Nowiny Wodzisławskie
Nowiny Wodzisławskie – tygodnik wydawany od 1999 roku w każdy wtorek w nakładzie ok. 5000 egzemplarzy. Należy do Wydawnictwa Nowiny Sp. z o.o. 
Pierwszy numer tygodnika ukazał się 22 września 1999 r. Nowiny Wodzisławskie swym zasięgiem obejmują powiat wodzisławski (miasta: Wodzisław Śląski, Rydułtowy, Pszów, Radlin i gminy: Mszana, Godów, Gorzyce, Marklowice, Lubomia). Obszar dystrybucji zamieszkuje ok. 160 tys. osób – mieszkańców powiatu. Artykuły z Nowin Wodzisławskich są dostępne również na portalu Nowiny.pl.
Czasami w tygodniku publikowane są również wiadomości i artykuły dotyczące sąsiednich powiatów i miast. 